# Naherholungsgebiet Hürtherberg

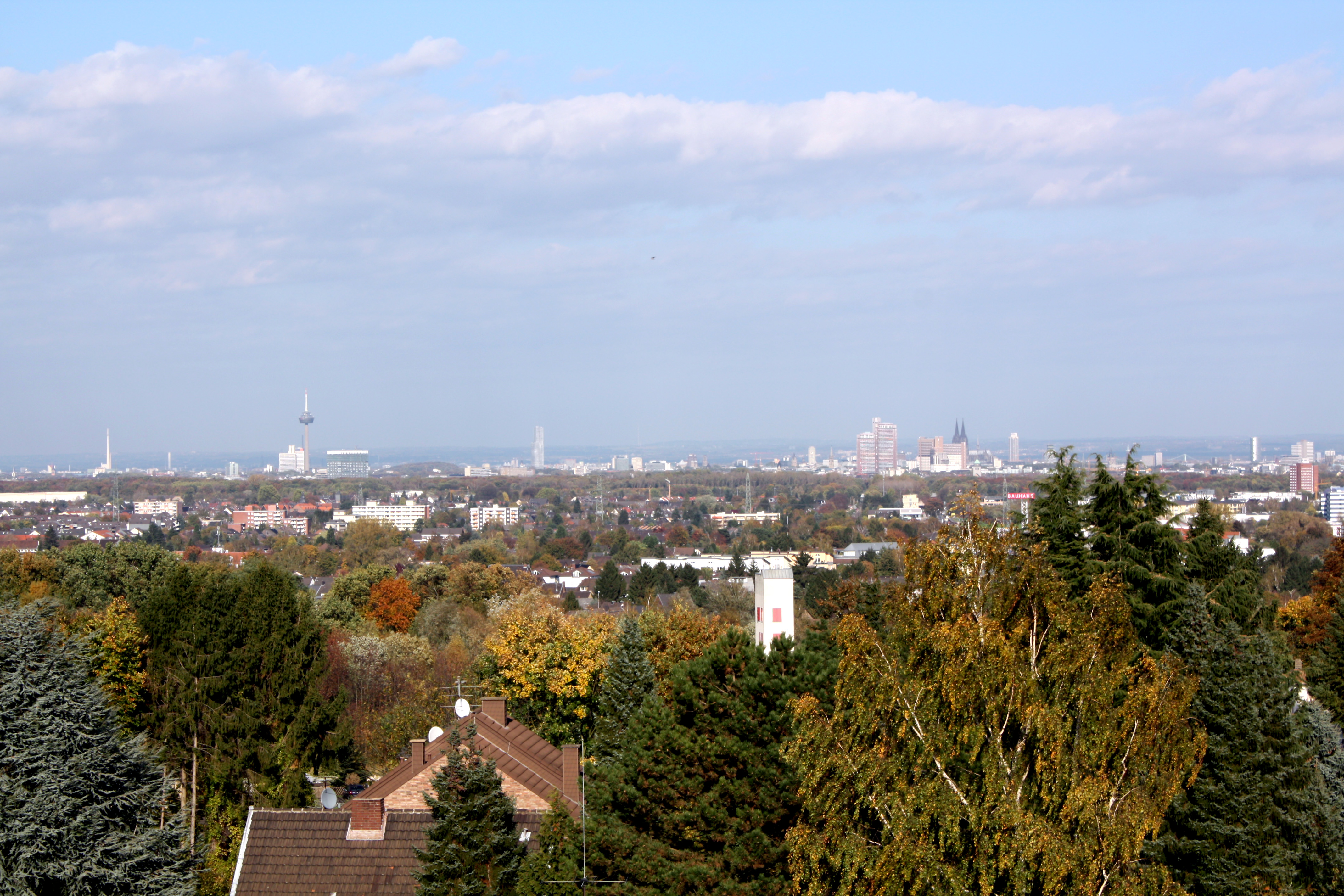
Alt-Hürth, Blick vom Hürtherberg nach Nordosten über Hermülheim, Efferen und Köln

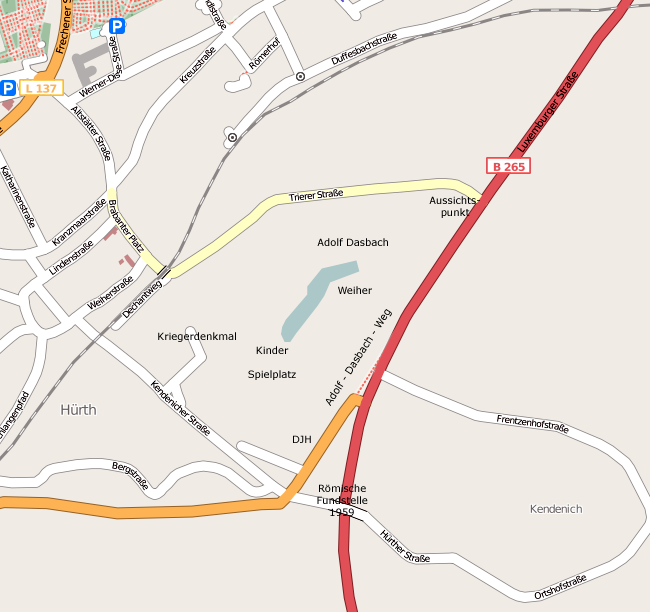
Detaillierte Gebietskarte

Das Naherholungsgebiet Hürtherberg entstand aus der ehemaligen gleichnamigen Braunkohlengrube im Rheinischen Braunkohlerevier in der Kölner Bucht, südwestlich von Köln. Es liegt am östlichen Rand des Hürther Stadtteils Alt-Hürth im Rhein-Erft-Kreis.
Große Teile des Geländes, rund 46,5 Hektar, sind seit 1990 als Landschaftsschutzgebiet Hürther Berg ausgewiesen.

## Geschichte

### Dasbach und Warsch
Schon in den 1920er Jahren hatte Adolf Dasbach, Direktor der ehemaligen bergrechtlichen Gewerkschaft Hürtherberg, im Raum Hürth als erster mit der Aufforstung der unter seiner Leitung ausgekohlten Abbaugebiete begonnen. Ohne gesetzlichen Zwang ergriff er Maßnahmen zur Rekultivierung. Dort, wo die verödete Landschaft nun brach lag, wurde Mutterboden aufgeschüttet und Gärten oder Ackerland geschaffen. Um das Gleichgewicht der Natur in seiner heimatlichen Region wiederherzustellen, ließ Dasbach zudem große Waldflächen anlegen. Diese mit Robinien, Buchen, Kiefern, Roteichen und Lärchen bepflanzten Gebiete, die oftmals kleine oder größere Restseen umstanden, bildeten so den Grundstock der heutigen von Mischwäldern bestandenen Naherholungsgebiete.
Ein „Gesetz für die Gesamtplanung im Rheinischen Braunkohlerevier“, für das sich Wilhelm Warsch, Regierungspräsident von Köln (1947–1957) in mehrjährigen Bemühungen erfolgreich eingesetzt hatte, konnte 1950 in Kraft treten. Das Gesetzeswerk regelte nun auch die zu ergreifenden Maßnahmen zur Rekultivierung für das Kölner Braunkohlen-Revier.

### Hürtherberg
Auch das heute als Naherholungsgebiet gestaltete Gelände Hürtherberg ist mit einem ansehnlichen Mischwald bestanden, der von gepflegten, teilweise befestigten Wegen durchzogen wird. Die Bezeichnung „Naherholungsgebiet“ wurde Ende der 1970er Jahre von den zuständigen Stellen der Verwaltung Hürth gewählt. Der Ausbau des Wanderwegenetzes und umfangreiche neuerliche Aufforstungsarbeiten erfolgten 1980–1982. Die Waldwege führen die Besucher des Geländes an einige Sehenswürdigkeiten heran.

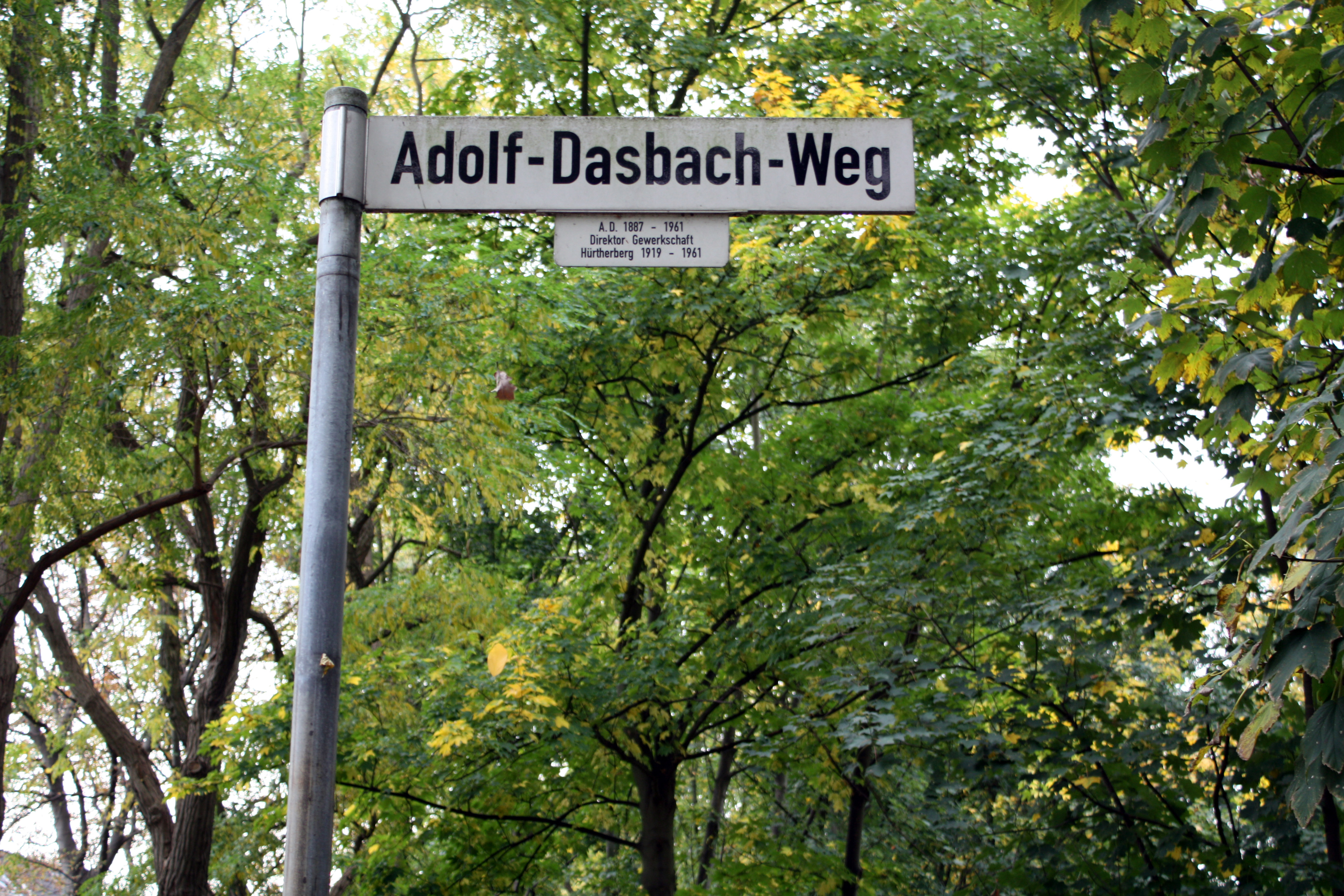
Gedenken an Adolf Dasbach
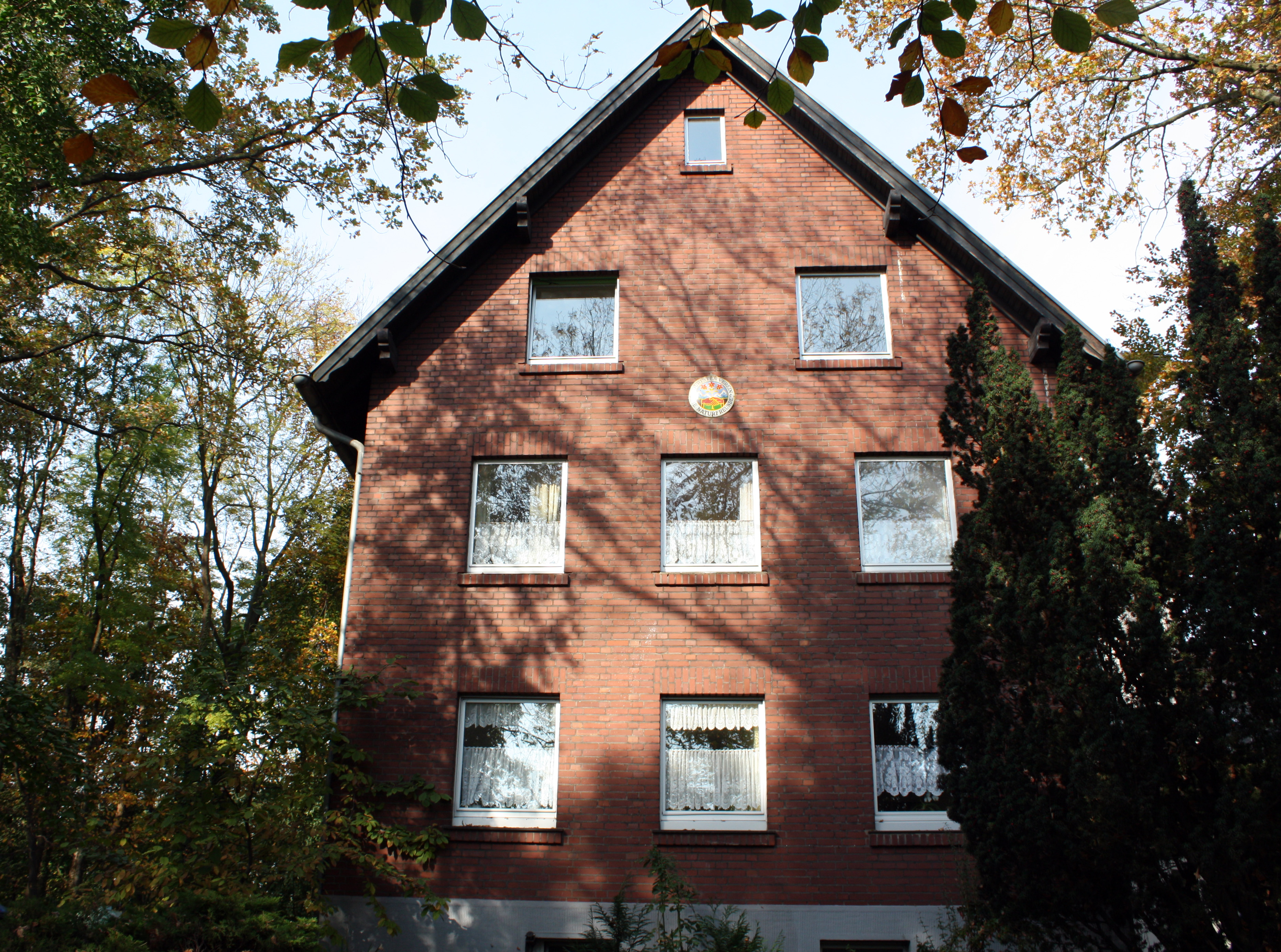
DJH-Jugendherberge und Naturfreundehaus
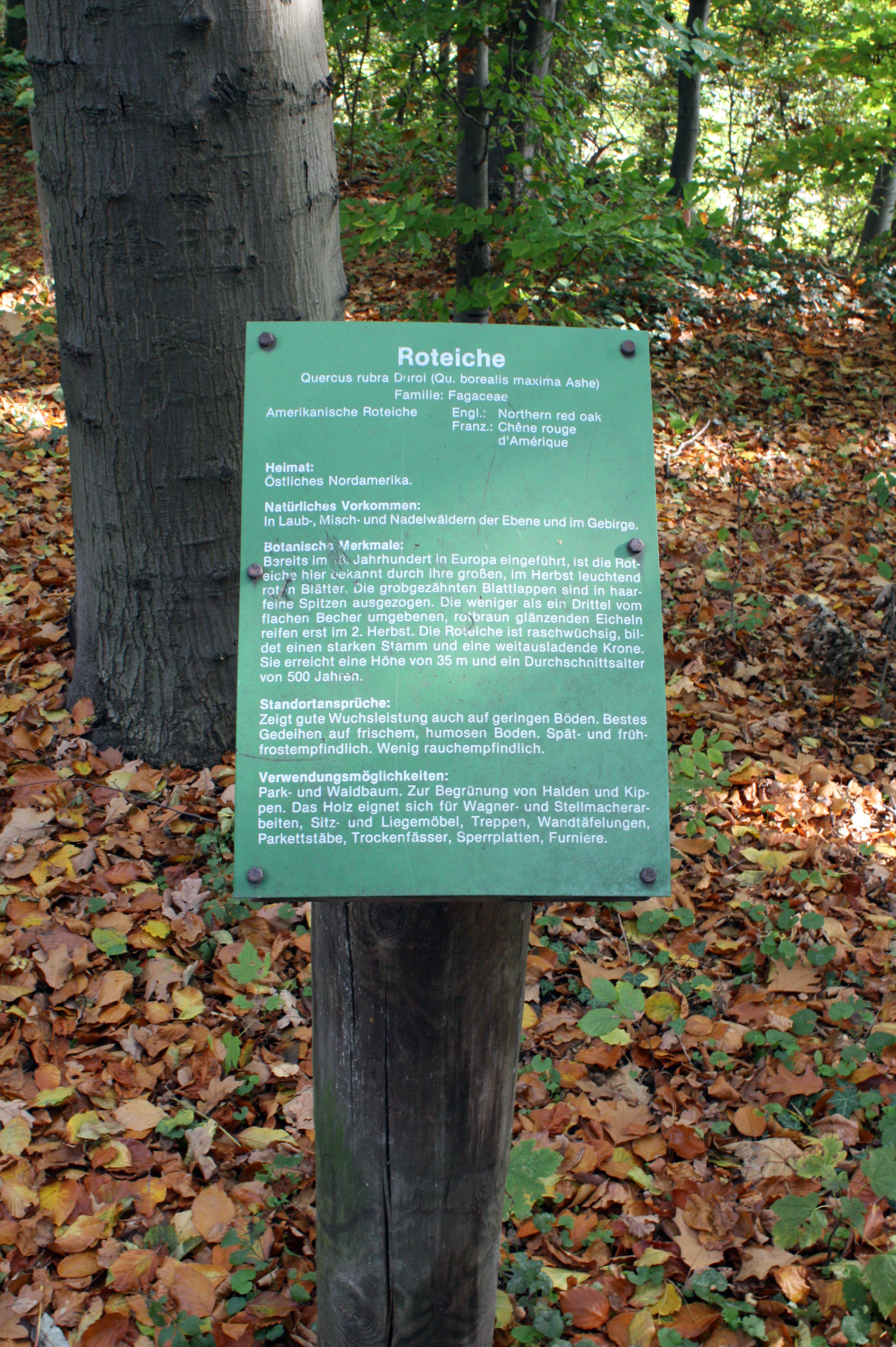
Waldlehrpfad
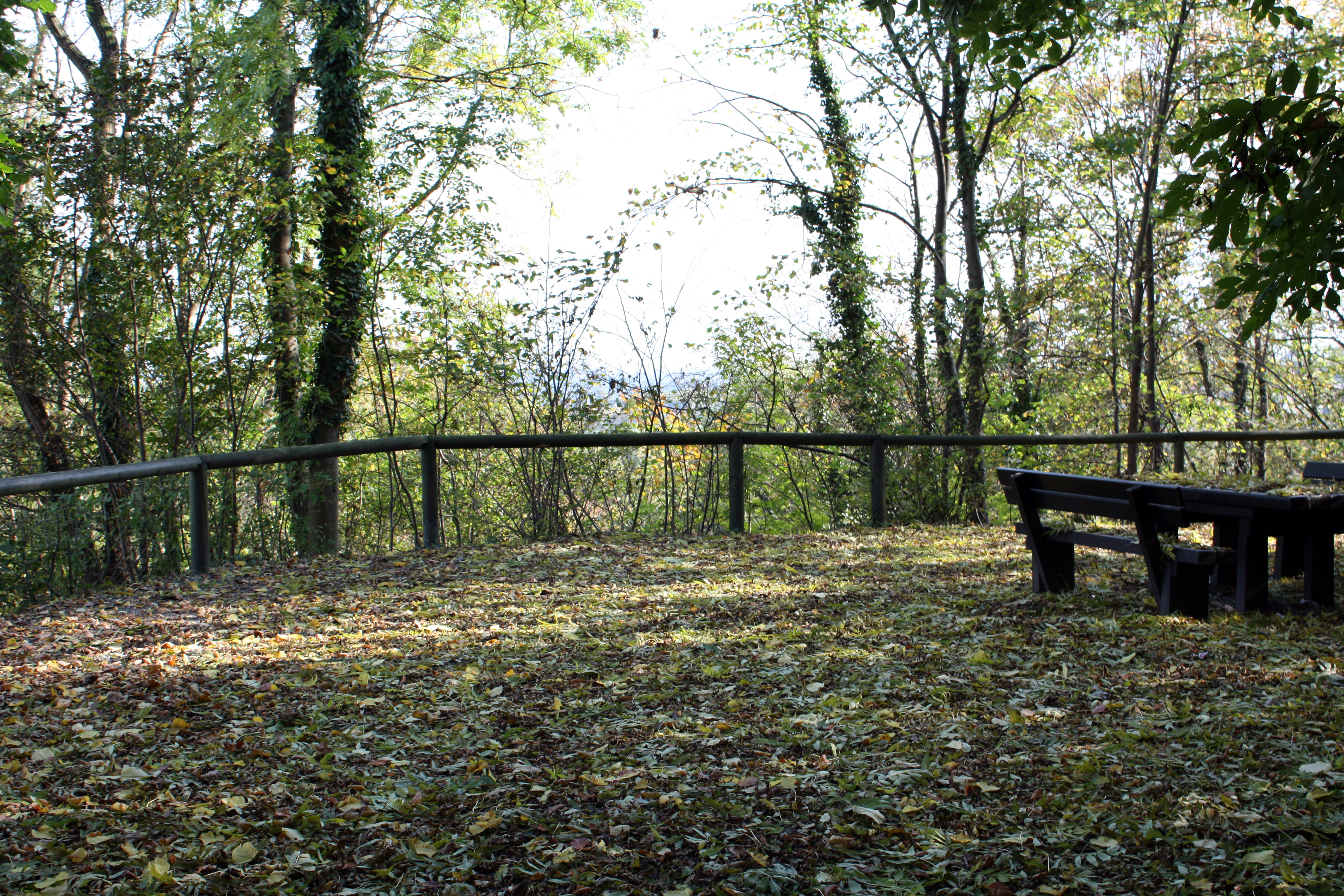
Aussichtspunkt, Fernsicht bis ins Bergische Land

#### Römische Funde

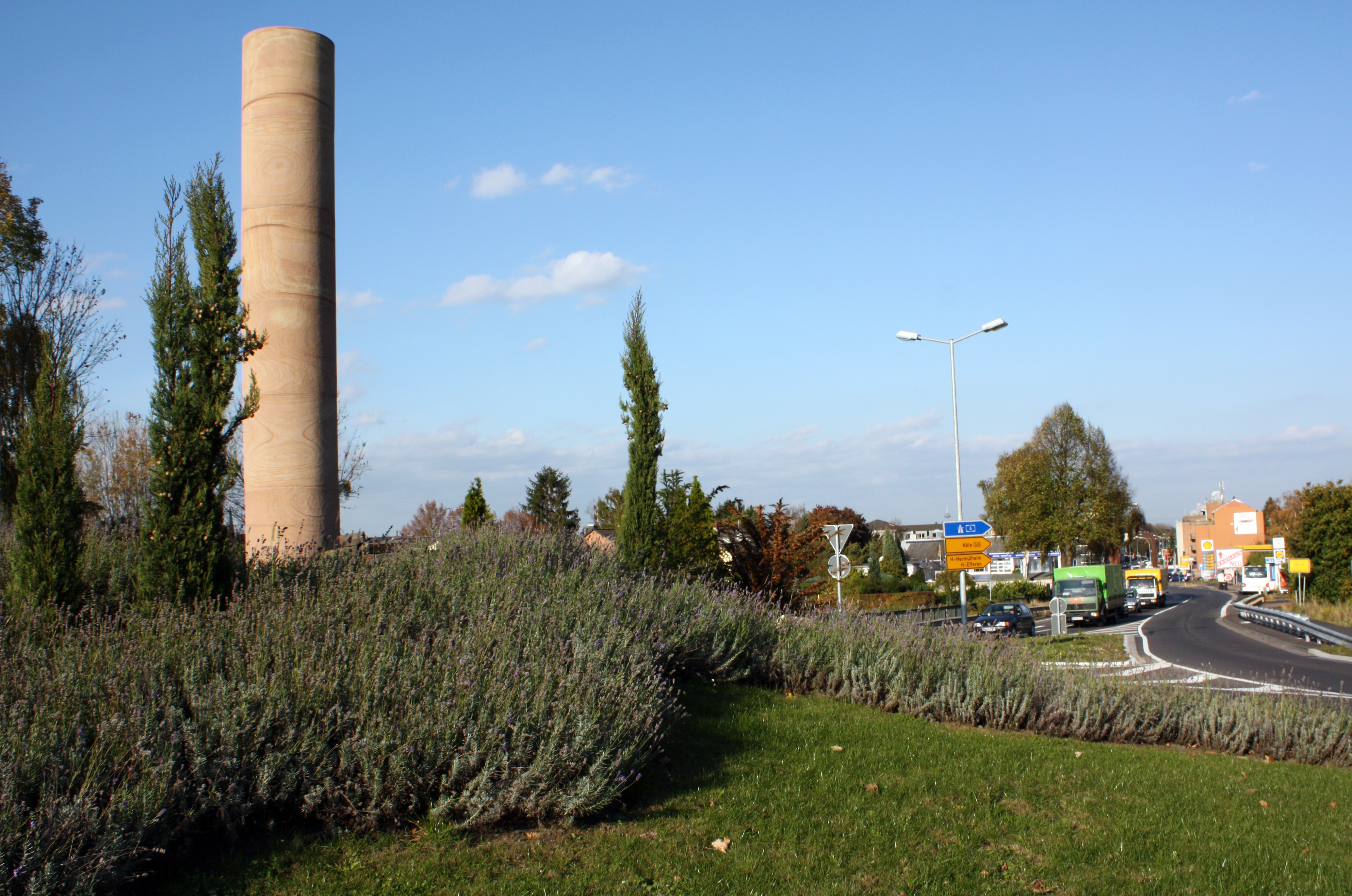
Kreisel mit nachempfundenem römischen Meilenstein

Betritt man das Gelände von seinem höchstgelegenen Punkt (Stadtbus Station Linie 713) an der Luxemburger und Kendenicher Straße, befindet man sich zugleich auf der historischen Trasse der alten Römerstraße Trier–Köln. Hier konnten bei Abbauarbeiten der alten Luxemburger Straße im Jahr 1959 von den Arbeitern gefundene römische Münzen und eine Anzahl Tonkrüge gleichen Ursprungs durch Adolf Dasbach sichergestellt werden. Unterhalb dieses Fundortes erinnert die Stadt Hürth im Rahmen der Regionale 2010 durch den im Zuge einer neuangelegten Straßeneinmündung errichteten, mediterran gestalteten Verteilerkreis an die römische Vergangenheit der Region. Somit entstand eine Anbindung des in Sichtweite beginnenden „Naherholungsgebietes Hürtherberg“ an das Projekt Erlebnisraum Römerstraße Köln–Trier.

#### Adolf-Dasbach-Weg
Der im Gegensatz zu der südlich etwa parallel verlaufenden, abschüssigen Luxemburger Straße auf seinem Niveau bleibende Adolf-Dasbach-Weg passiert nur an seinem Anfang einige (vier) bebaute Grundstücke. Eines davon ist die idyllisch gelegene Jugendherberge (auch Naturfreundehaus), die im Jahr 2009 ihr 60-jähriges Bestehen feiern konnte. Wenig später, nach der einsam gelegenen umzäunten städtischen Trinkwasseranlage, wird der bis dort asphaltierte Weg zum Waldweg. An den Wegrändern aufgestellte Informationstafeln werten die Spazierwege als Waldlehrpfade auf.
Der Weg ändert seinen östlichen Verlauf am hochgelegenen Aussichtspunkt in Höhe der Trierer Straße. Dort ist bei klarer Sicht ein Fernblick über die Kölner Bucht bis zu den Höhen des Bergischen Landes möglich.

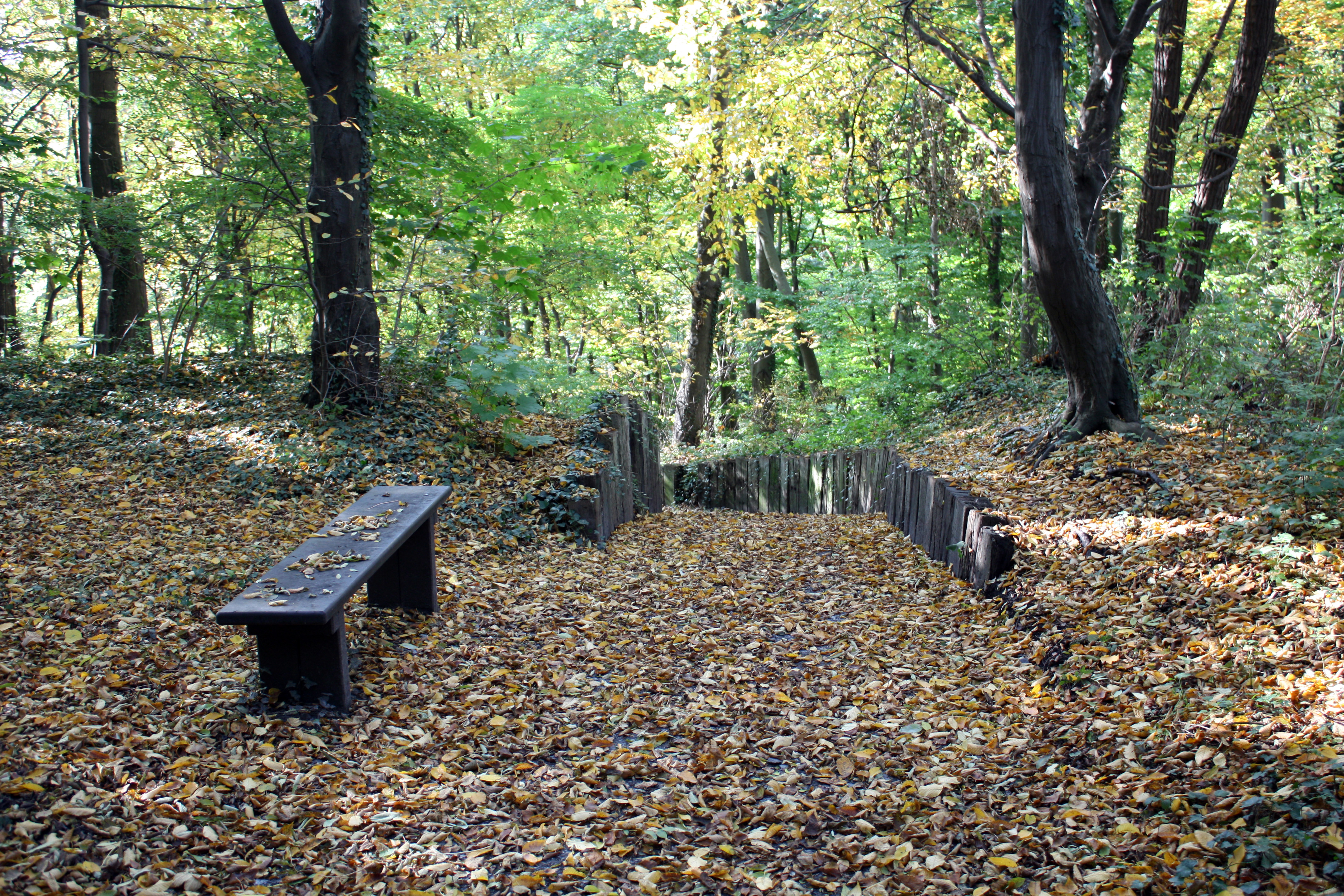
Schwellen der Grubenbahn in neuer Verwendung
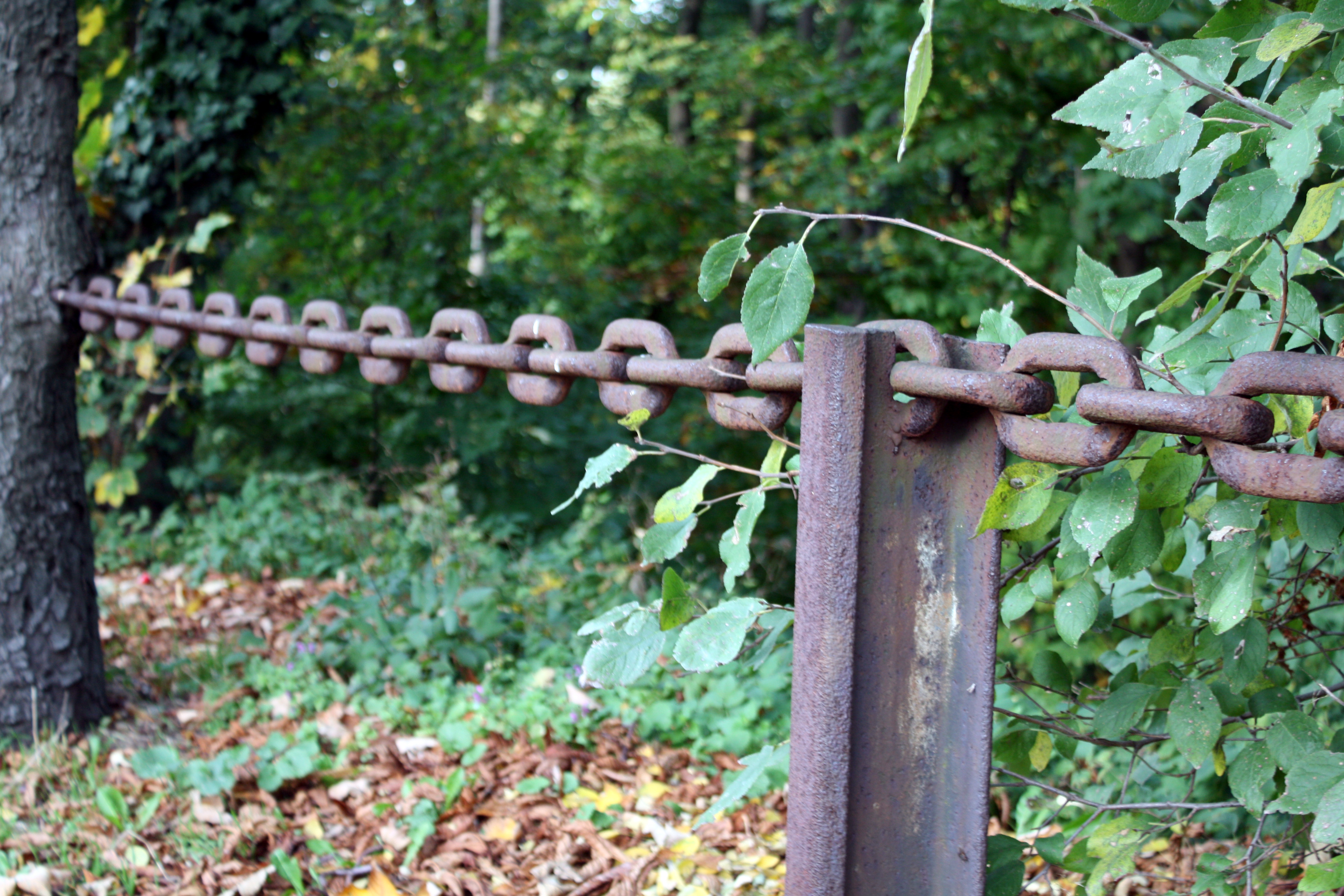
Ketten und Schienen der alten Kettenbahn
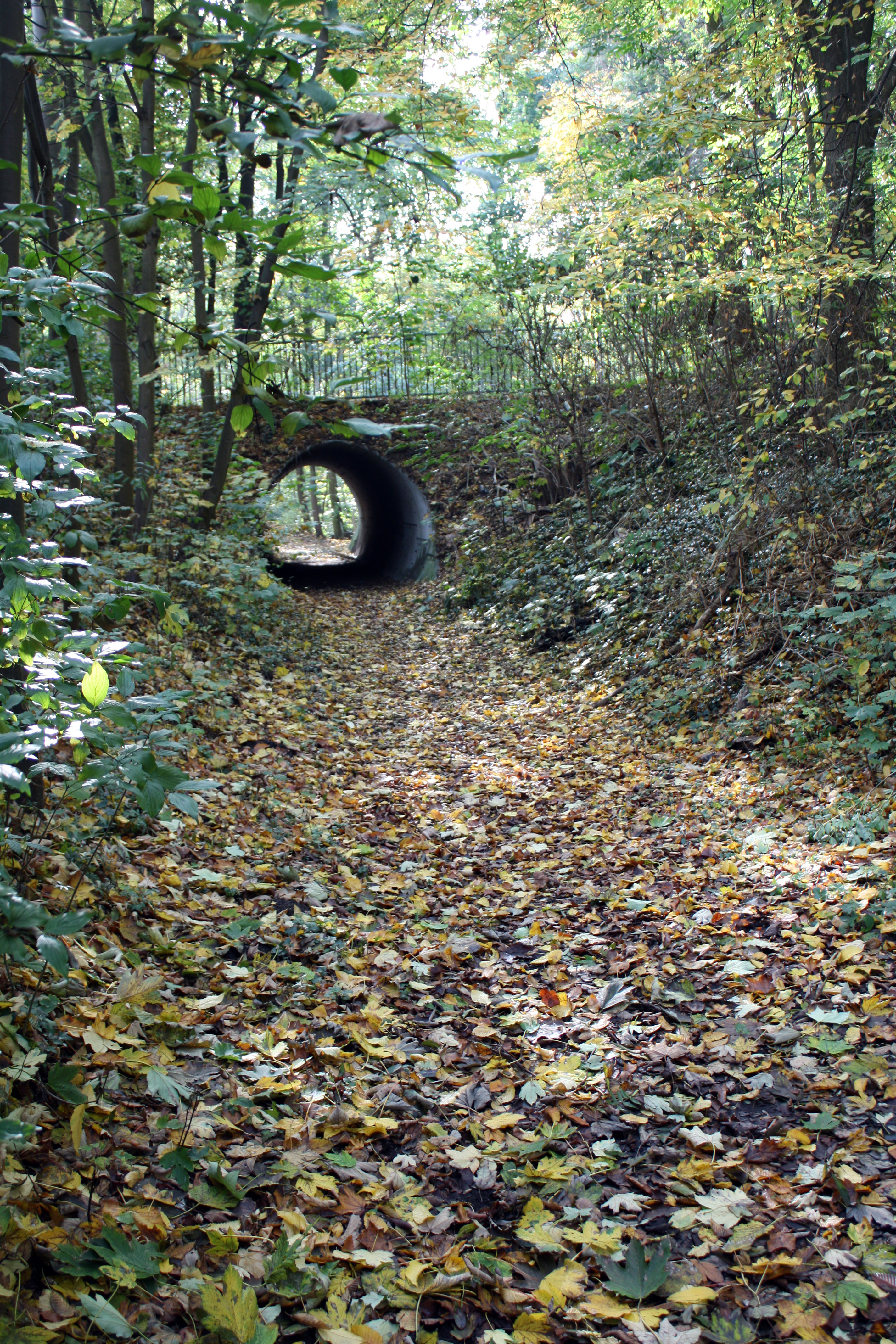
Der Hohlweg zur Trierer Straße wird in der Verlängerung zum „Klüttenweg“
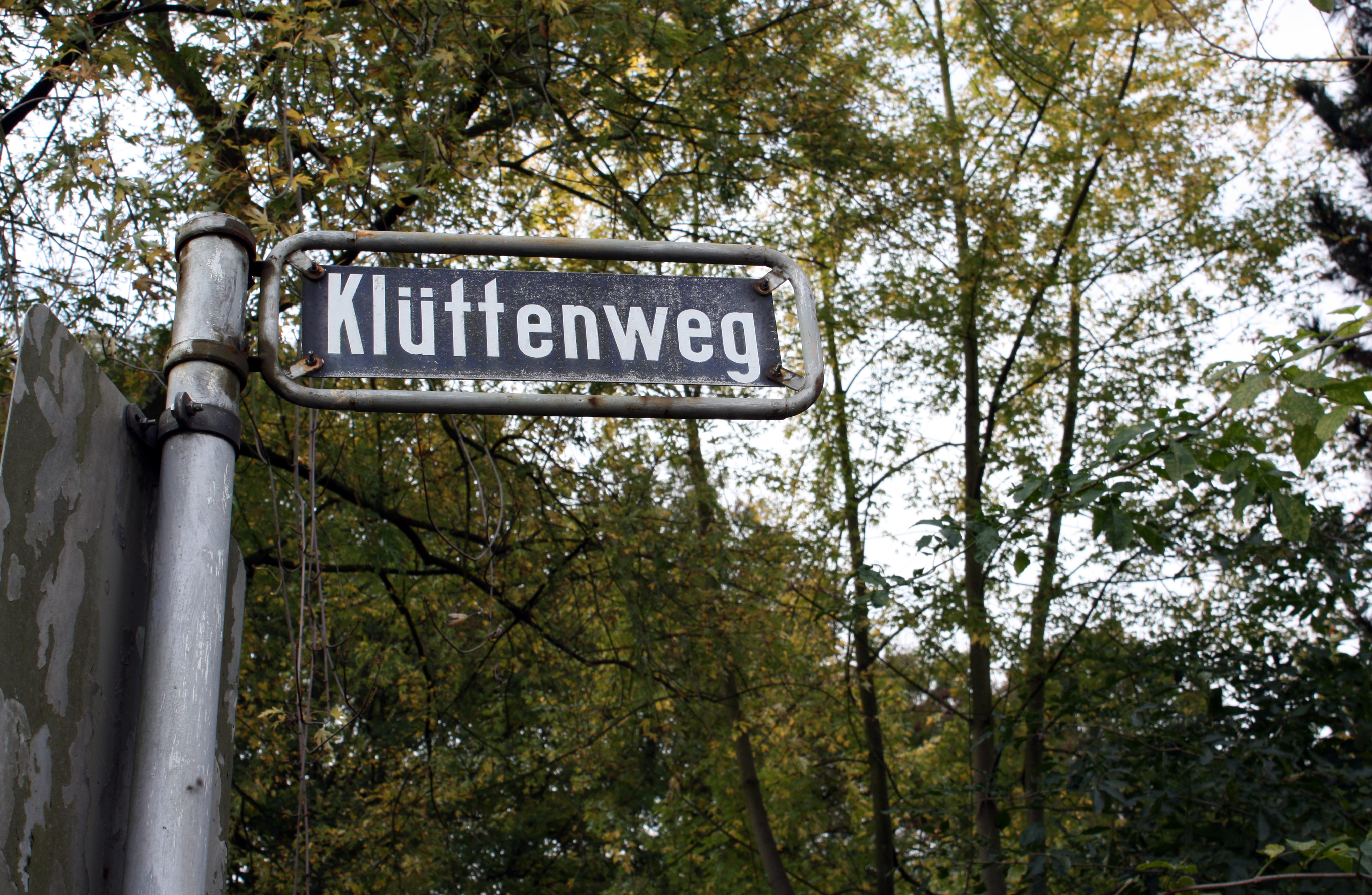
Klüttenweg

Danach führt der Weg über angelegte Abstufungen, bei denen man durchschnittenes Hanggelände mit den Holzschwellen der alten Grubenbahntrasse abstützt, zur Talsohle des Geländes.

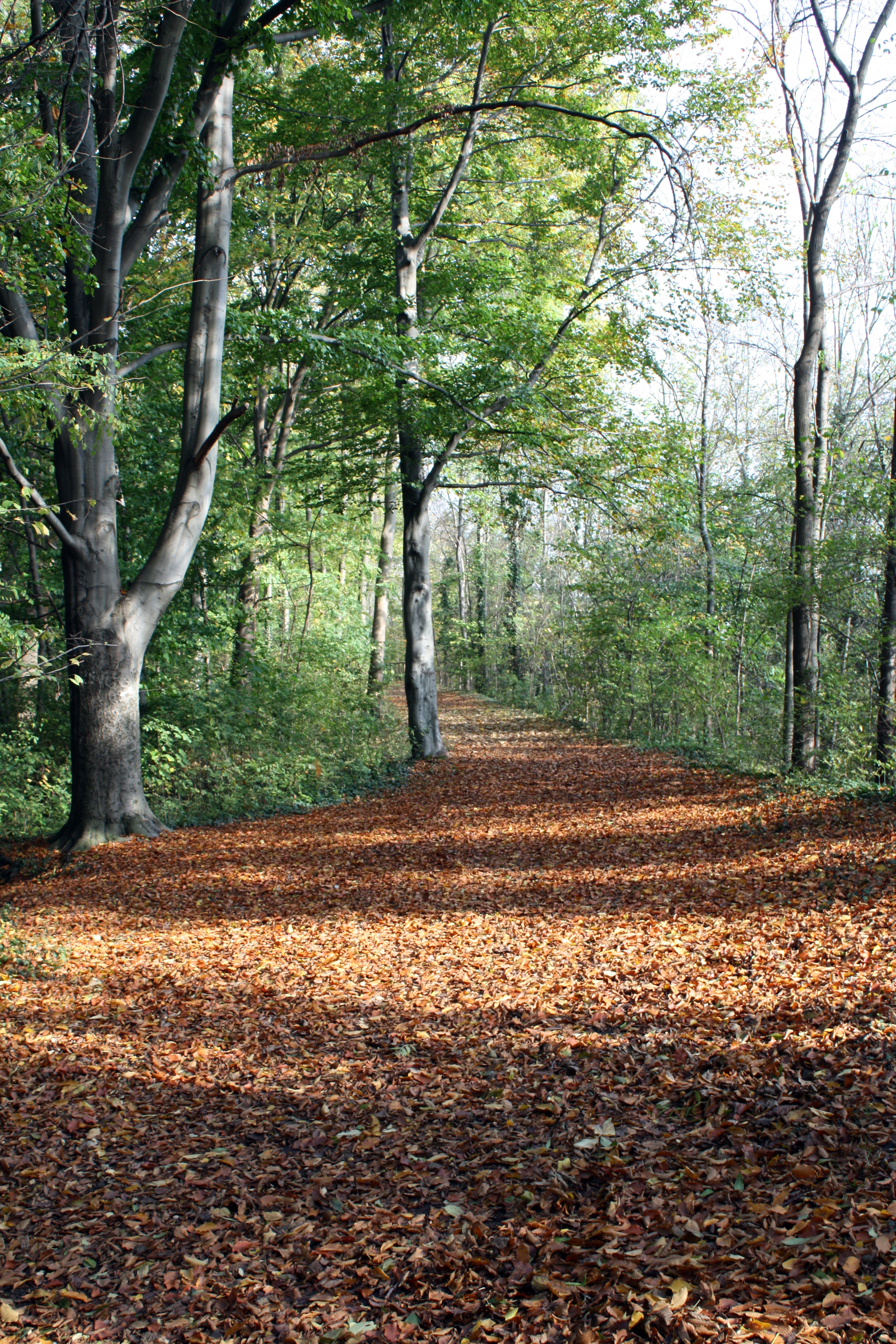
Gesunder Waldbestand

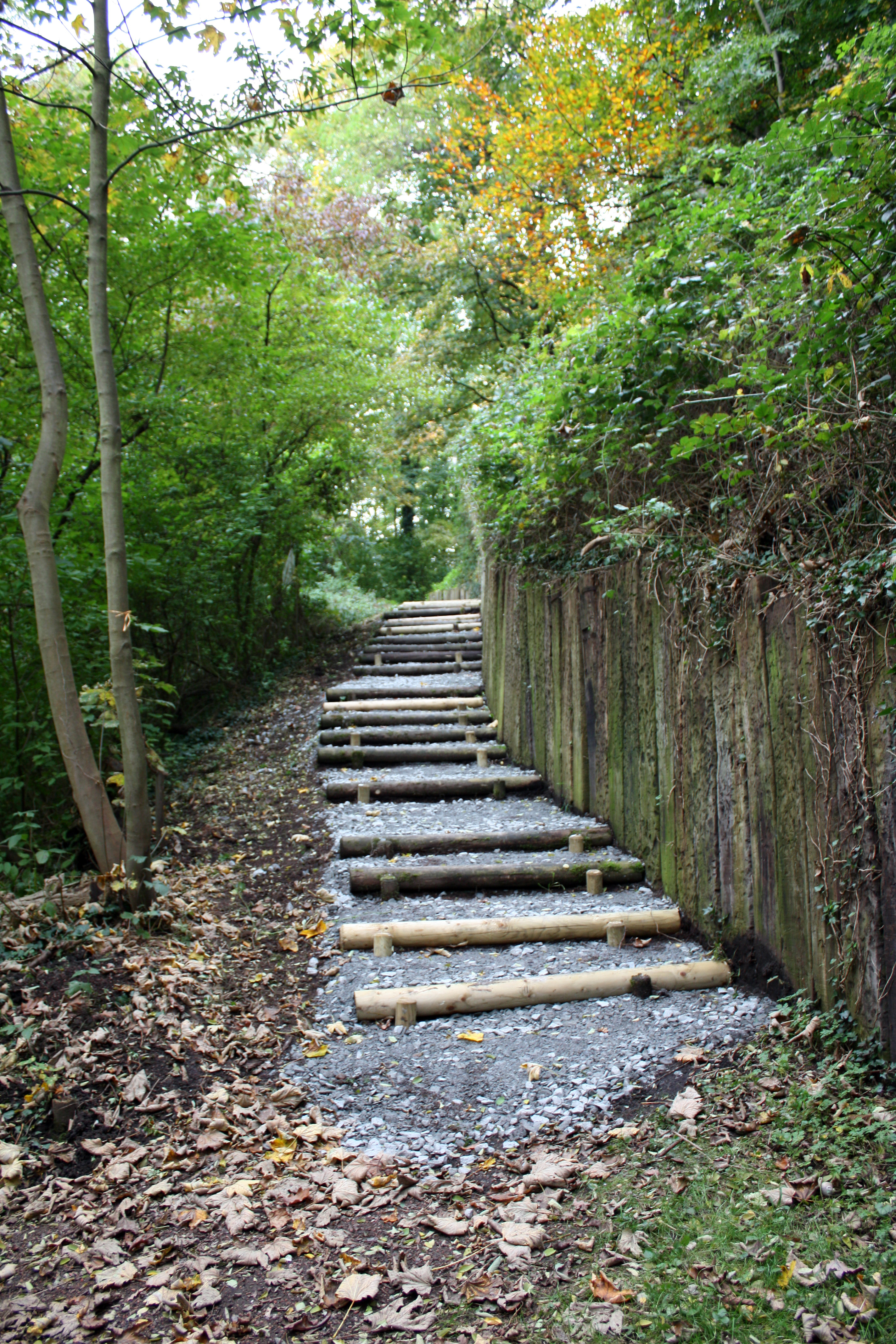
Wegsicherung Nord-Ostseite

Die Trierer Straße wurde und ist hier röhrenartig untertunnelt. Durch diese Röhre wurden früher die durch eine Kettenbahn gezogenen Kohleloren bewegt, die so ohne Unterbrechung zwischen Tagebau und Brikettfabrik ihr Gut transportieren konnten. Die Verlängerung des Hohlweges führt zum Standort der ehemaligen Brikettfabrik. Nach Stilllegung der Grube wurde die Fabrik mit ihren zwei mächtigen Schloten 1961 gesprengt. Reste sind noch im Gelände erkennbar. Eine kleine Straße trägt dort heute den Namen „Klüttenweg“ – im Rheinland sind Briketts als „Klütten“ bekannt.
Das Gebiet jenseits der Trierer Straße gehört ebenfalls zum Gebiet Hürther Berg. Nur ist es weniger als Naherholungsgebiet ausgestaltet. Teilweise wurde Bebauung zugelassen (unter anderem der Klüttenweg), teilweise verlieren sich die Wege irgendwann im Gestrüpp (Hohlweg). Jedenfalls wurde das Gelände bis zum Duffesbach als Kippe für den Abraum der Grube genutzt. Die Steilhänge wurden dann zur Befestigung bepflanzt. Die Trierer Straße blieb nur deshalb in diesem Grubengelände erhalten, weil parallel zu ihr eine Kohlenseilbahn verlief, die Kohle von der Grube Engelbert bei Berrenrath zur Brikettfabrik Ribbert an der Bonnstraße brachte, die bereits vor Inbetriebnahme der Grube Hürtherberg bestand (bis zur Zerstörung der Fabrik im November 1944). Eine Bodenplatte (von Mast Nr. 21) liegt noch sichtbar unter dem Starenkasten am Knick der Trierer Straße. Die Bahn ging dort gerade aus weiter (siehe Diskussion).
Bergwärts der Trierer Straße beginnt ein ebener Schotterweg in westlicher Richtung, der zum Adolf-Dasbach-Weiher führt.

#### Adolf-Dasbach-Weiher
Am 25. Mai 1906 hatte die Firma Peter Werhahn mit dem industriellen Aufschluss einer Braunkohlengrube am Hürther Berg begonnen und dazu die Gewerkschaft Hürtherberg gegründet. Die Grube war vorher vom Hürther Grundherrn Wolfen und den letzten Besitzern der Hürther Burg, den Familien Clouth und Ritter, in bäuerlicher Manier betrieben worden. Auf dem Gelände des zuerst ausgekohlten Tagebaus Hürtherberg nordwestlich der Luxemburger Straße, auch „alter Tagebau“ genannt, entstand später ein schmales, langgezogenes Gewässer. Es trägt heute den Namen des ab 1919 die „Gewerkschaft Hürtherberg“ leitenden Grubendirektors Adolf Dasbach. Der bis auf seine Ostseite von aufgeschütteten Abraum-Kippen umgebene Weiher liegt zentral im heutigen „Naherholungsgebiet Hürtherberg“, welches als eines der ersten rekultivierten Gebiete der Region gilt. Das Gewässer speist sich aus einer kleinen Quelle am ansteigenden Westrand sowie aus Grund- und Regenwasser. Der Adolf-Dasbach-Weiher, auch Dasbachweiher genannt, entstand schon ca. 1925 und hat eine ungefähre Größe von 1 ha und eine Tiefe von 4,8 Meter. Seine derzeit leicht „abgeknickte“ Form resultiert wahrscheinlich aus Erdbewegungen des nicht gewachsenen Bodens des Südhanges, der auf alten Katasterzeichnungen geradliniger dargestellt sein soll. Er gehört zur Gruppe der Biotope im Rhein-Erft-Kreis nach §62 des Gesetzes zur Sicherung des Naturhaushalts und zur Entwicklung der Landschaft (kurz: das Landschaftsgesetz NRW)

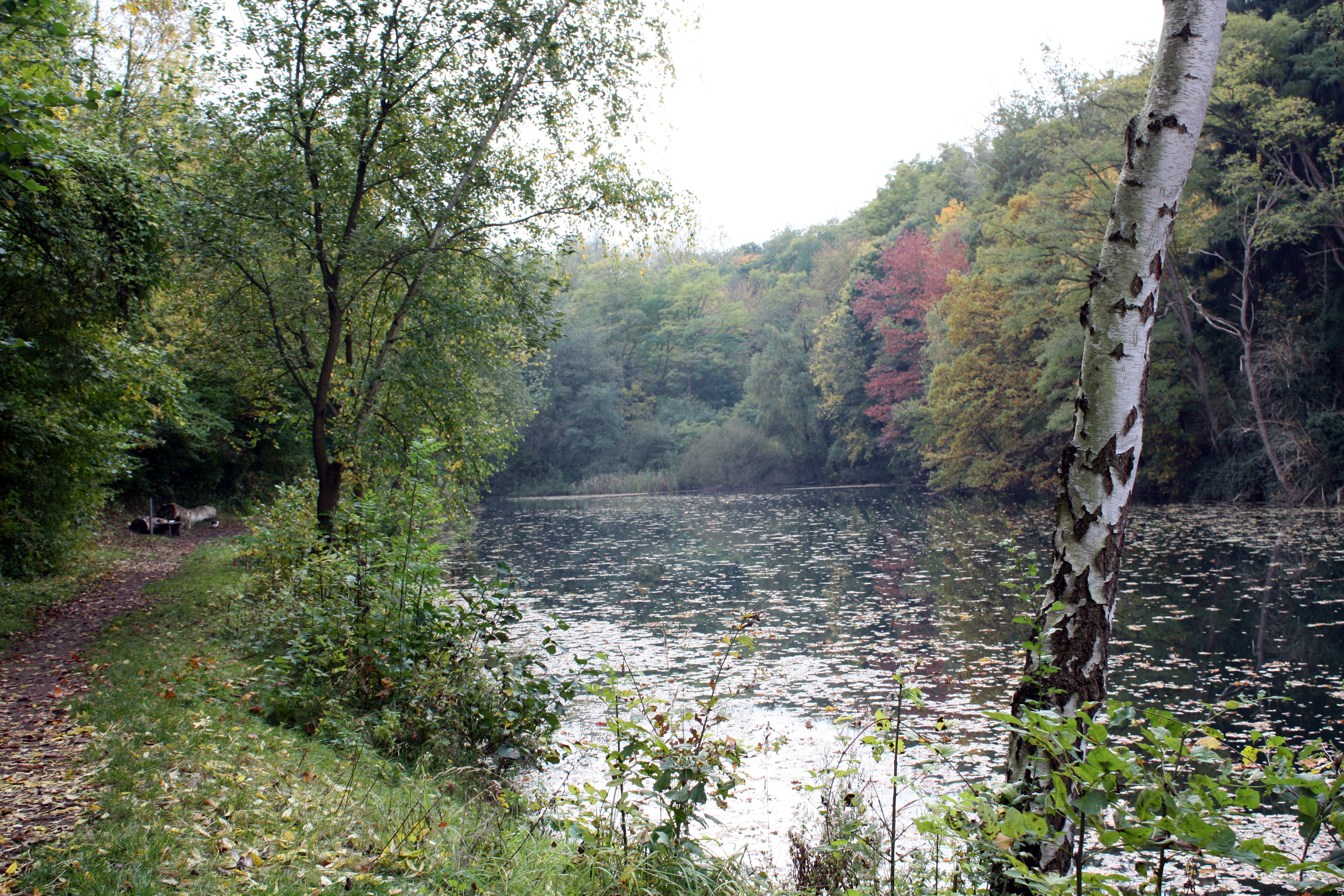
In westlicher Richtung
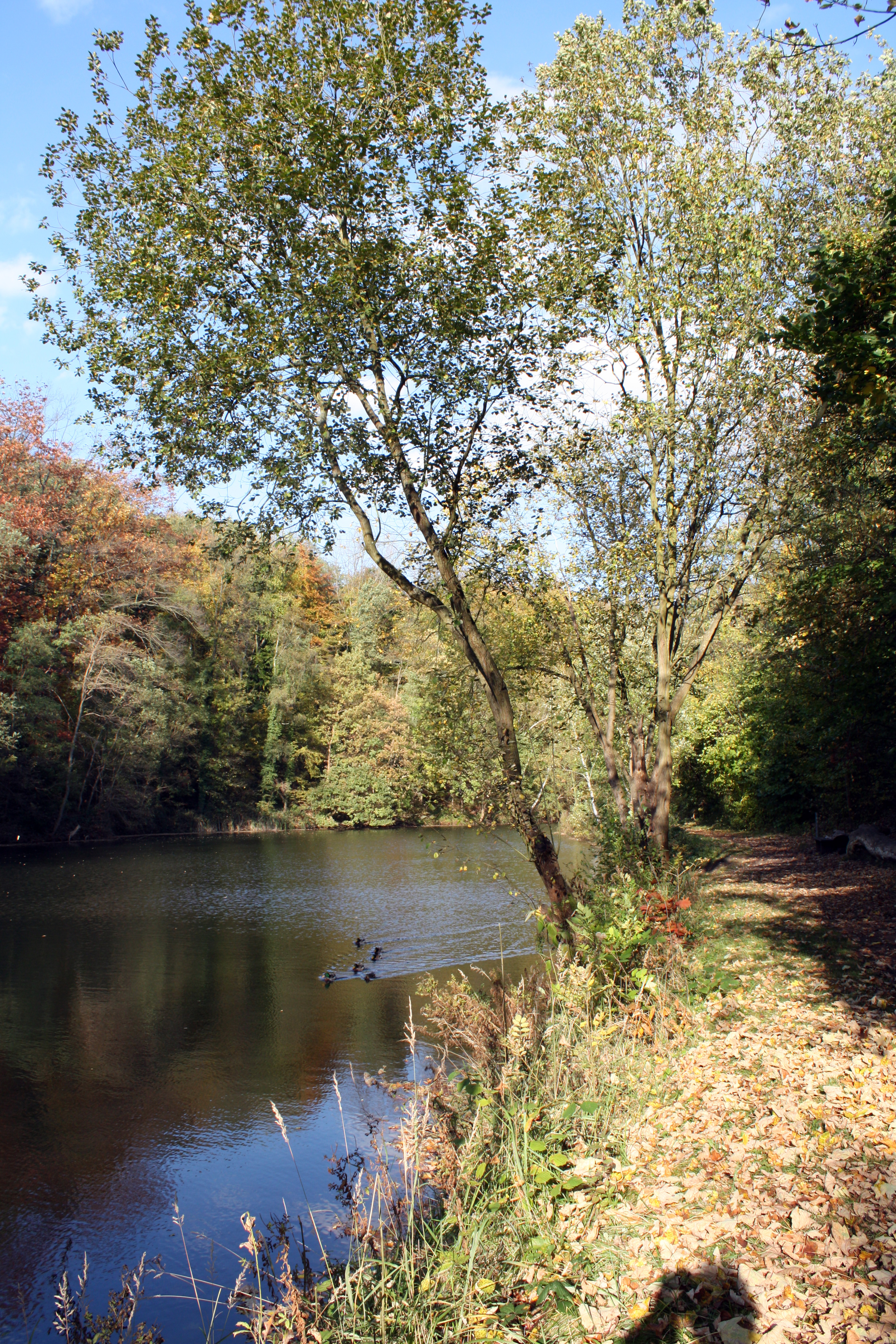
Nach Osten
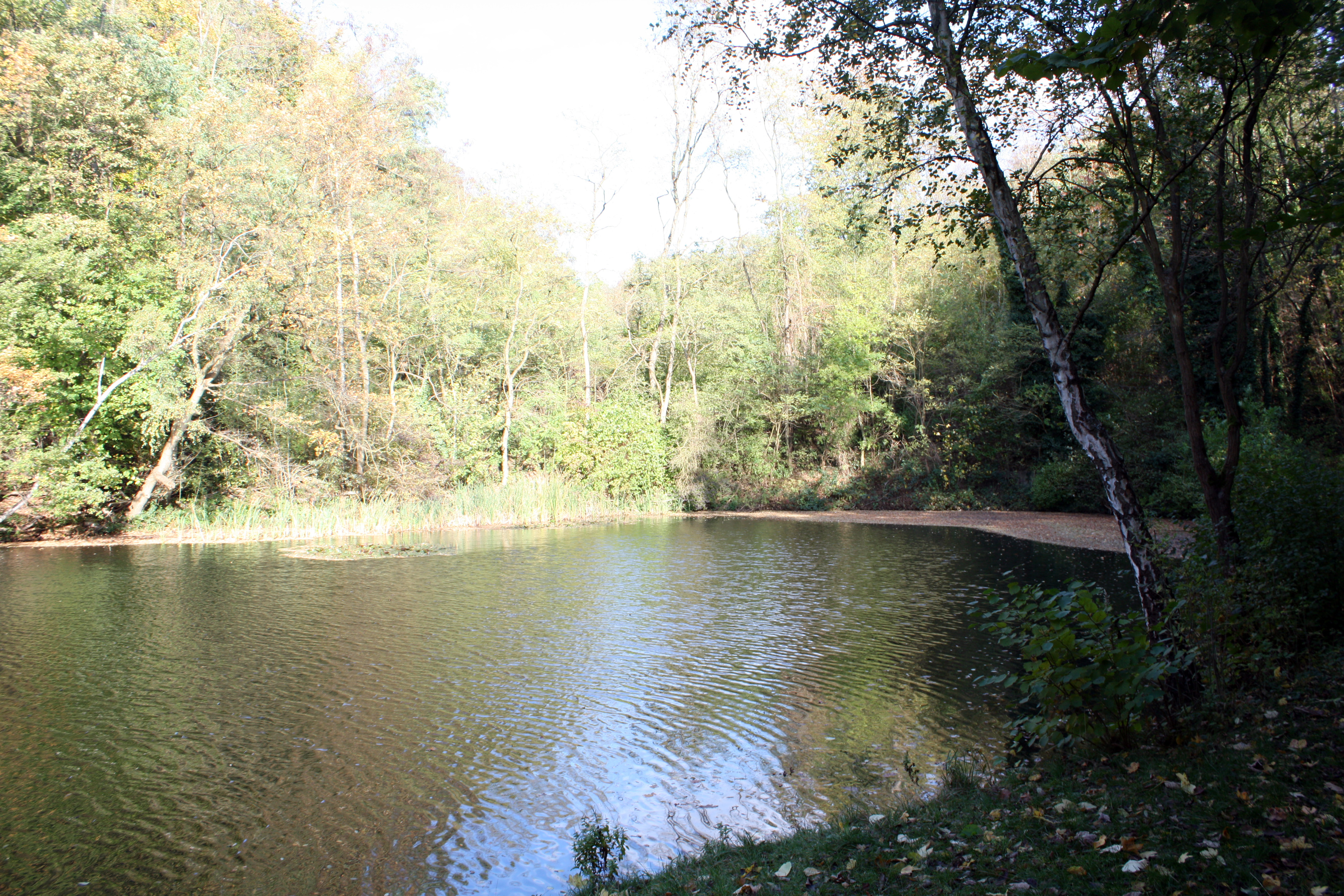
Östlicher Endbereich
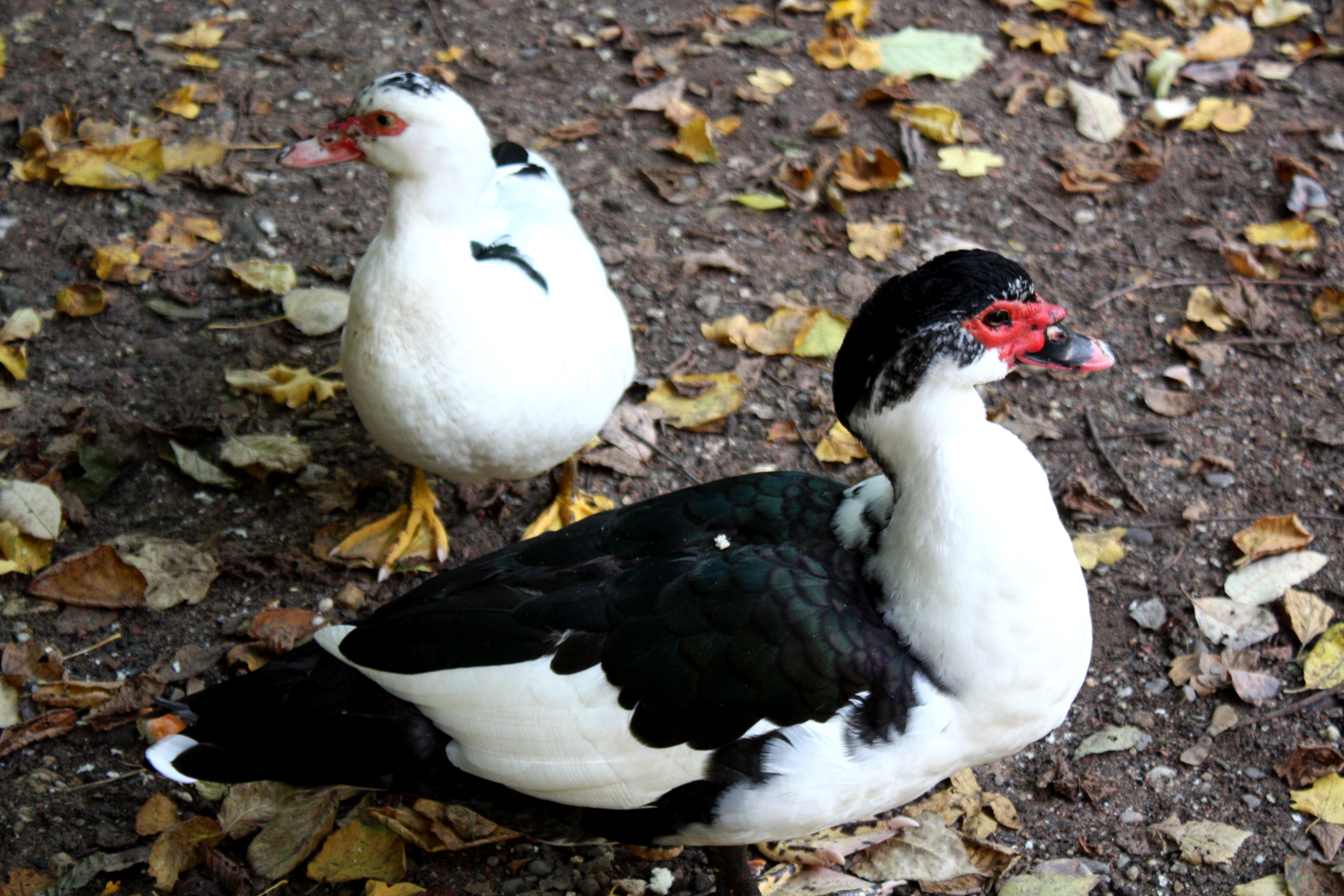
Wasservögel

Der Weiher ist wie die Gewässer der übrigen im Villegebiet liegenden Villeseen ein nährstoffärmeres, kalkhaltiges Stillgewässer. Es ist mit Armleuchteralgen (Characeae) besiedelt und an seinen Endbereichen im Westen und Osten mit Schilf bestanden. Es hat, wie die Gewässer der Umgebung, große Bedeutung als Lebensraum für zahlreiche durchziehende und zum Teil brütende Wasservögel und andere Wassertiere. Der Weiher ist an seinem Ufer nur an seiner Südseite mit einem Weg versehen, an der Ost- und Westseite ist er mit dichtem Schilf bestanden. An seiner gesamten Nordseite reicht ein Steilhang bis an die Wasserfläche.

### Einrichtungen

#### Spielen, Grillen

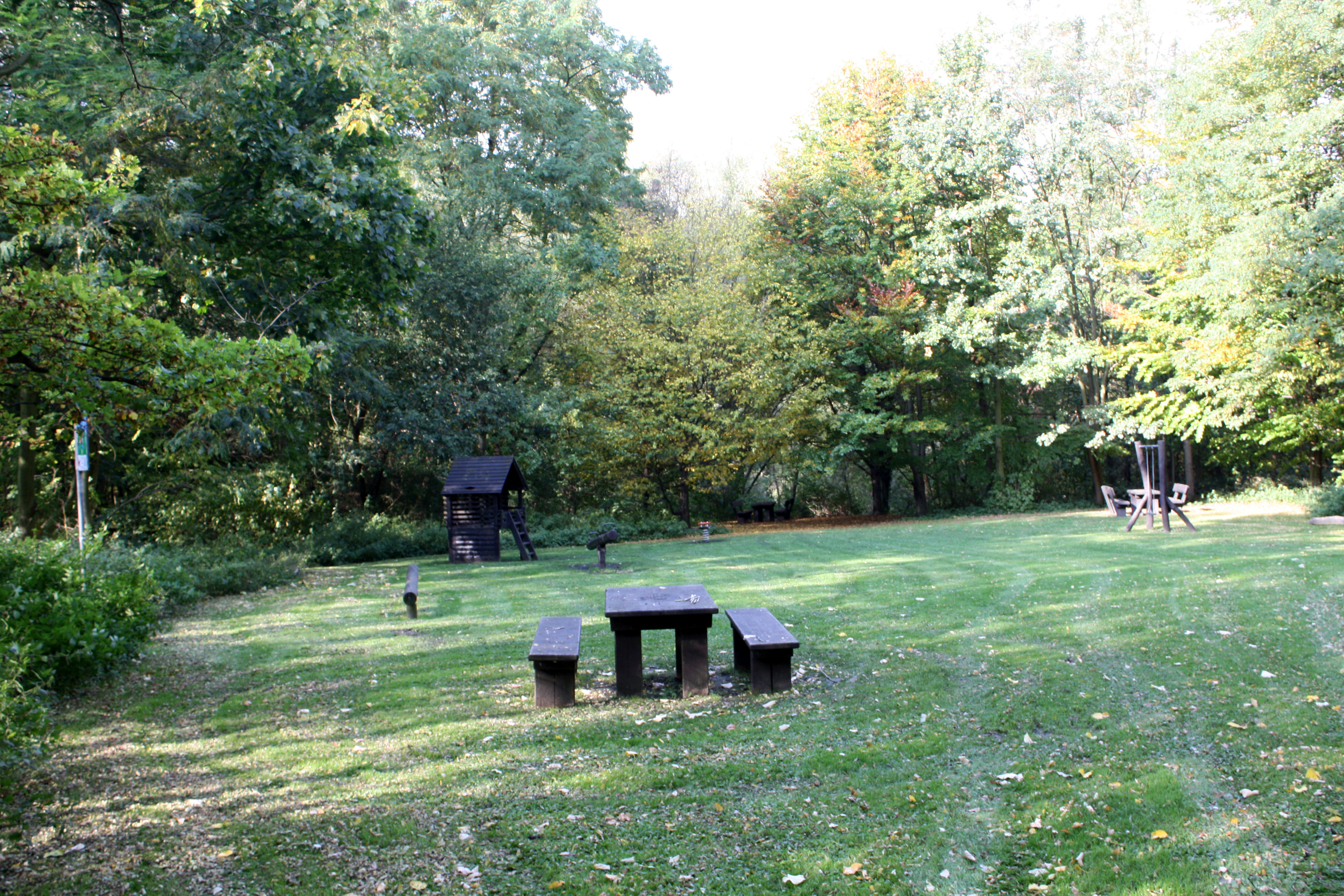
Spielplatz oberhalb des Weihers

An der Westseite des Weihers gelangt man nach einem leichten Anstieg zu einem großflächigen Kinderspielplatz. Auf einem gepflegten Rasen befinden sich dort aus massivem Holz gefertigte Tische und Bänke, eine Schaukel und ein Kletterhäuschen.
Nördlich des Spielplatzes gelangt man auf einem aufwärts führenden Weg zu einem dem ungefährlichen Grillen dienenden überdachten Grillplatz. Von hier oder von der Trierer Straße am Ortsausgang gelangt man zum Ehrenmal.

#### Hochkreuz

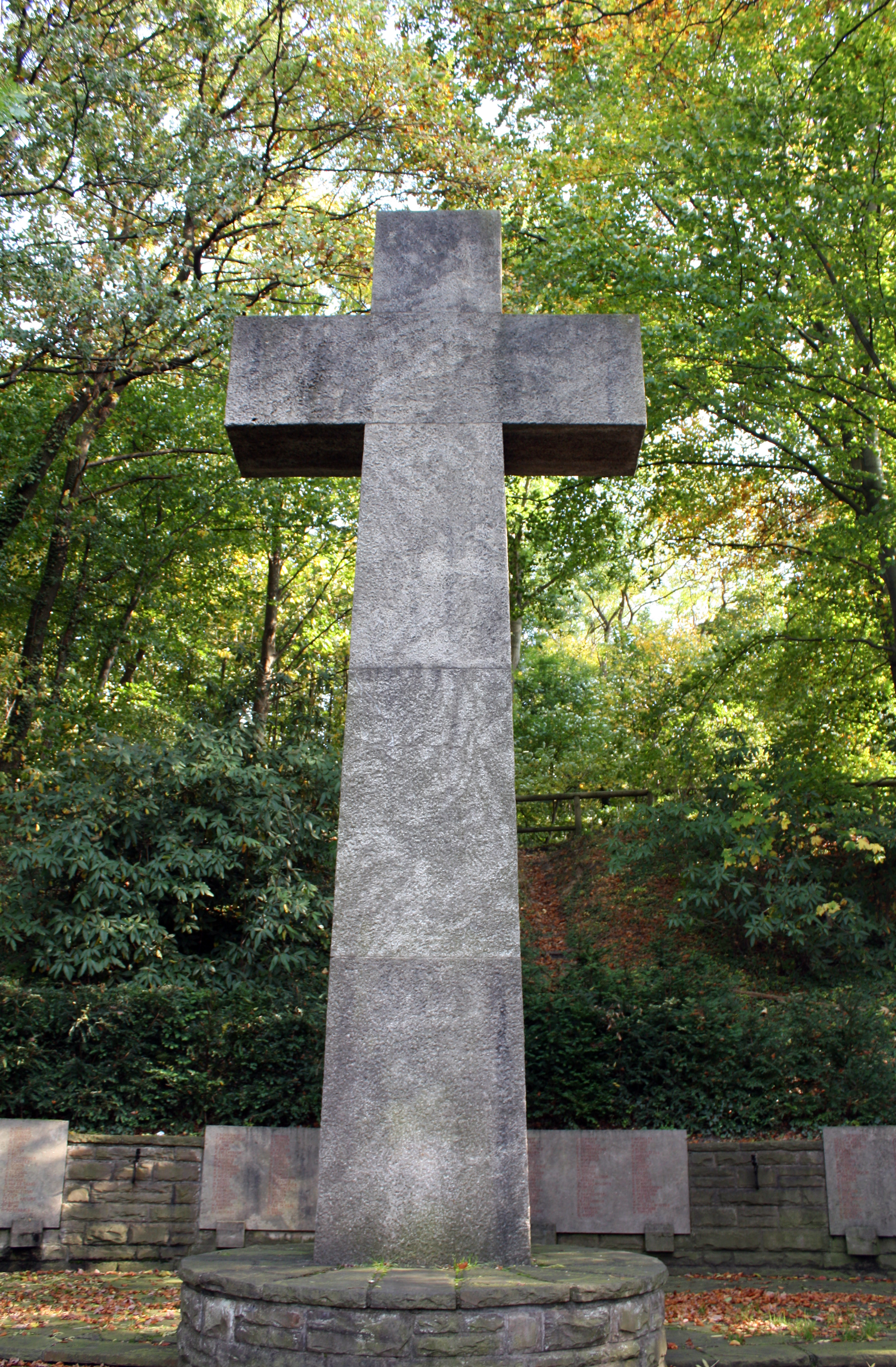
Ehrenmal Hochkreuz

Oberhalb des Ortes, am äußeren Nordhang des Gebietes, wurde auf einer Waldlichtung ein mächtiges Kriegerdenkmal errichtet und am 1. Oktober 1955 eingeweiht. Es wurde von der Planungs- und Ausführungsfirma Hertel aus Köln geschaffen. Das 7,60 m hohe Kreuz und die im Halbrund angebrachten Schrifttafeln bestehen aus Muschelkalk, die Umfassungsmauer und die Plattenbeläge aus oberbergischer Grauwacke. Das Ehrenmal ist seit 1997 als Baudenkmal in die Denkmalliste eingetragen.
Das auch von der Ortschaft gut zu sehende Hochkreuz ist ein Ehrenmal für die Gefallenen der Weltkriege.